# Bracon punctatus
Bracon punctatus är en stekelart som först beskrevs av Muesebeck 1925.  Bracon punctatus ingår i släktet Bracon och familjen bracksteklar. Inga underarter finns listade.